# Maurizio Rossi
Maurizio Rossi (Rímini, Emília-Romanya, 20 de desembre de 1962) va ser un ciclista italià que fou professional entre 1984 i 1990. En el seu palmarès destaca la victòria a la Giro del Vèneto de 1986 i a la Setmana Siciliana de 1987.

## Palmarès
- 1976
  - 1r a la Coppa Varignana
- 1977
  - 1r a la Coppa Caivano
- 1983
  - 1r al Trofeu Papà Cervi
- 1986
  - 1r al Giro del Vèneto
  - Vencedor d'una etapa de la Volta al País Basc
- 1987
  - 1r a la Setmana Siciliana i vencedor d'una etapa

### Resultats al Giro d'Itàlia
- 1985. 102è de la classificació general
- 1986. 73è de la classificació general
- 1987. 89è de la classificació general
- 1988. Abandona
- 1989. 43è de la classificació general
- 1990. 55è de la classificació general

### Resultats a la Volta a Espanya
- 1990. 87è de la classificació general